# Калашная слобода
Кала́шная слобода́ — историческое поселение (слобода) государевых калашников (пекарей) в Москве, в западной части Белого города. 
Слобода возникла в XVI веке для снабжения хлебобулочной продукцией Опричного двора. Название происходит от слова «калач». О существовании слободы в современной топонимике города напоминает Калашный переулок, название которого прослеживается с XVII века. Он тянется от Нижнего Кисловского переулка до Большой Никитской улицы. По соседству с поселениями калашников располагалась Кисловская слобода. По данным середины XVII века, в Москве было зарегистрировано 78 калашников, 54 хлебника и 35 пирожников.
Первоначально слобода была деревянной, что типично для средневекового города. Несмотря на регулярные пожары, из-за стоимости и простоты обработки дерево являлось основным материалом строительства вплоть до второй половины XVIII века, когда начали строить каменные дома. Начиная с XVII века в слободе заселялись дворяне, чьи дворы постепенно вытеснили калашников.